# Greenpeace
Greenpeace is een onafhankelijke, internationale milieuorganisatie.
De campagnes van Greenpeace richten zich in de 21e eeuw voornamelijk op het tegengaan van klimaatverandering en het behoud van biodiversiteit. Deze problemen zijn volgens de organisatie het meest urgent. Greenpeace probeert door middel van wetenschappelijke publicaties, lobbywerk en vreedzame acties de aandacht te vestigen op deze problemen en duurzame oplossingen te stimuleren.
Wetenschappelijk onderzoek vormt naar eigen zeggen de basis van de campagnes van Greenpeace en voor de door haar aangedragen oplossingen.  
Spectaculaire acties zijn altijd het handelsmerk geweest van de organisatie, zoals de  bootjes met Greenpeace-activisten tussen harpoenen en walvissen in 1975. De beelden van het verzet tegen de commerciële walvisjacht verspreidden zich over de hele wereld en gaven de organisatie grote bekendheid. Als resultaat hiervan werd in 1986 de commerciële walvisjacht verboden.
In 2018 is de organisatie actief in meer dan 55 landen en heeft wereldwijd 3,2 miljoen donateurs en meer dan 35.000 actieve vrijwilligers. Omdat Greenpeace politiek en financieel onafhankelijk is, neemt de organisatie geen geld aan van bedrijven en overheden.

## Ontstaansgeschiedenis
In 1971 is Greenpeace opgericht door een groep Canadese activisten onder leiding van Dorothy en Irving Stowe. De aanleiding daarvoor waren de geplande Amerikaanse atoomproeven bij het eiland Amchitka voor de kust van Alaska. De groep zette koers naar het eiland om de proeven te verhinderen. Hoewel de boot voortijdig werd onderschept door de kustwacht, kreeg de actie enorm veel aandacht en steun.  Als gevolg daarvan stopten de Verenigde Staten nog datzelfde jaar met de kernproeven bij Amchitka.
De actiegroep Greenpeace richtte zich daarna op Frankrijk, dat kernproeven uitvoerde bij Frans-Polynesië in de Stille Oceaan. Dankzij de protesten stopte ook Frankrijk binnen een jaar met de proeven. In de jaren die volgden, verbreedde Greenpeace zijn focus. De walvis- en zeehondenjacht en de dumping van kernafval werden speerpunten van de organisatie. Naast actievoeren legde Greenpeace zich ook toe op onafhankelijk onderzoek en formuleerde het visies voor een duurzamere omgang met de aarde.
In 1988 verkreeg Greenpeace de algemeen raadgevende status bij de Economische en Sociale Raad van de Verenigde Naties. Dat geeft de organisatie het recht om bevindingen te presenteren tijdens bijeenkomsten van die raad.

## Organisatie

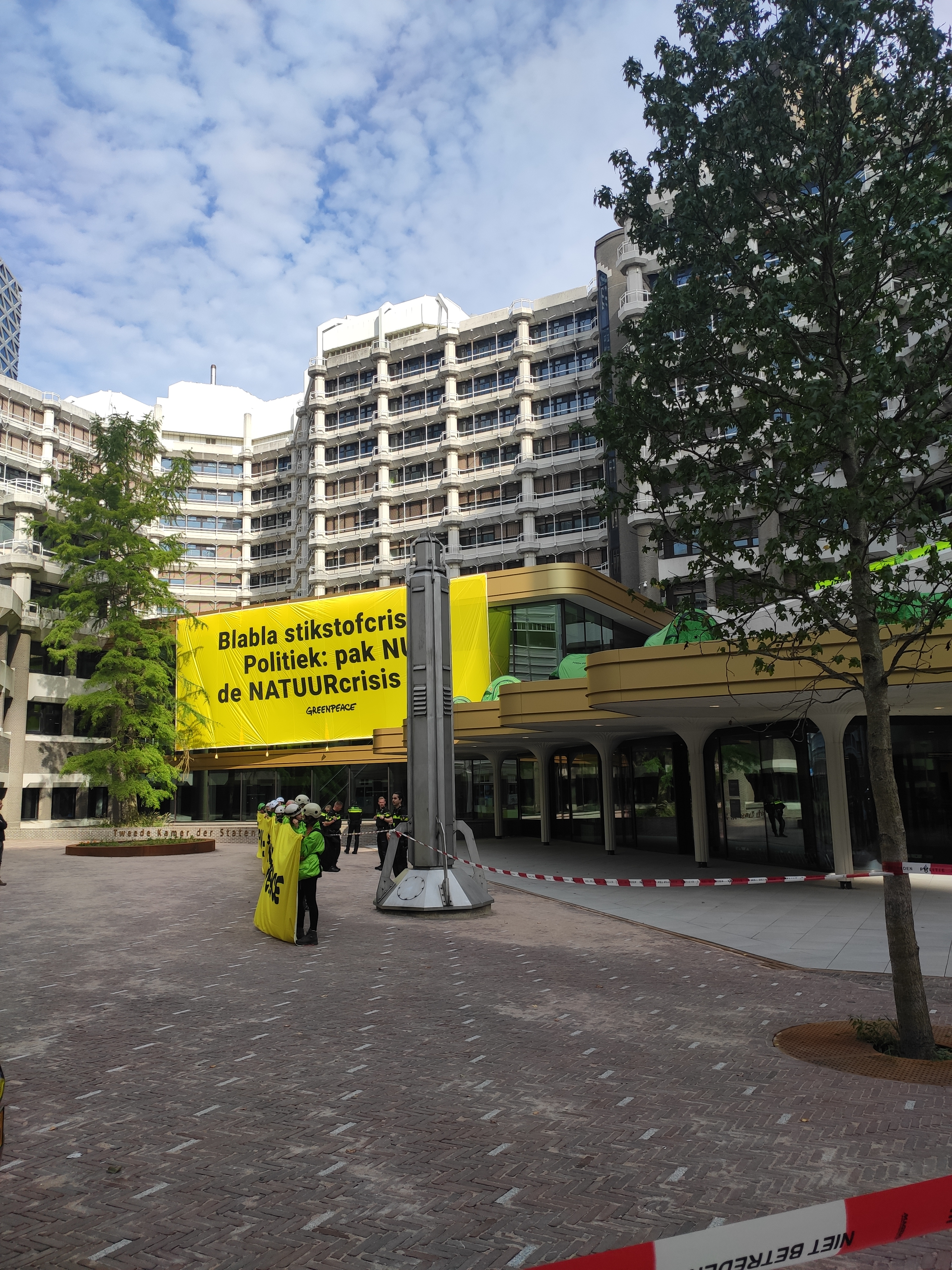
Activisten van Greenpeace op het gebouw van de tijdelijke Tweede Kamer

Greenpeace beschikt over een coördinerend kantoor in Amsterdam en 27 regionale kantoren die actief zijn in meer dan 55 landen in Europa, Noord- en Zuid-Amerika, Afrika, Azië, Australië en Nieuw-Zeeland. In 2018 had Greenpeace wereldwijd 2555 werknemers in dienst en kon het beschikken over ongeveer 35.000 vrijwilligers. Internationale campagnes worden in overleg met alle regionale kantoren bepaald. 
Greenpeace wordt volledig gefinancierd door individuele donateurs en stichtingen. De organisatie neemt geen donaties aan van overheden, politieke partijen en bedrijven om iedere mogelijke beïnvloeding te voorkomen. Alle grote giften worden onderzocht om ervoor te zorgen dat er geen geld wordt aangenomen van bedrijven die het werk van Greenpeace willen beïnvloeden.

### Greenpeace Nederland
In 1979 is Greenpeace Nederland opgericht. De stichting heeft de status van ‘algemeen nut beogende instelling’ (ANBI). In 2022 had Greenpeace Nederland 517.000 supporters, waarvan 320.000 donateurs. In 2022 had zij 103 werknemers in dienst en bijna tweeduizend vrijwilligers. De organisatie is gehuisvest in de Smederij, een industriële loods op het terrein van de NDSM (NDSM plein 32) in Amsterdam-Noord. 
In 2022 waren de totale inkomsten € 16 miljoen.

### Greenpeace België
Greenpeace België werd opgericht in 1982. Een van de eerste kleinschalige acties pakte het probleem van de zure regen aan. Daarna volgden grotere campagnes tegen het dumpen van nucleair afval in zee, voor de bescherming van Antarctica, het einde van kernenergie en voor schonere lucht in de steden.

## Campagnes
Als wereldwijde organisatie richt Greenpeace zich op wat ze ziet op het oplossen van de belangrijkste mondiale milieuproblemen van deze tijd, het groeiende biodiversiteitsverlies en verandering van ons klimaat. Op haar internationale website omschrijft Greenpeace haar missie als volgt:
- Het behouden en beschermen van biodiversiteit in al haar vormen.
- Het voorkomen van vervuiling van de oceaan, het land, de lucht en het verse water op aarde.
- Het beeindigen van alle nuclaire dreigingen.
- Het stimuleren van vrede, wereldwijde ontwapening en geweldloosheid

### Klimaat en Energie
Greenpeace was in 1993 een van de eersten die een wereldwijd energiebeleid formuleerden voor het beperken van klimaatverandering. Volgens sociologen Marc Mormont and Christine Dasnoy heeft Greenpeace hiermee een significante rol gespeeld door het grote publiek bewust te maken van dit probleem. In het rapport Energie [R]evolutie staat hoe 80% van de totale wereldwijde energievoorziening in 2050 duurzaam kan zijn. Kernenergie speelt daarbij geen rol omdat dit ‘gevaarlijk, duur, vervuilend en niet hernieuwbaar’ is. 
Inmiddels heeft Greenpeace voor veertig landen en regio’s een eigen energiescenario gepubliceerd. Voor elk land staat daarin een berekening hoe het van de huidige, inefficiënte energievoorziening naar een slimme, duurzame energievoorziening kan gaan. Ze gaat daarbij alleen uit van energietechnologie die zichzelf bewezen heeft. In het Energie[r]evolutiescenario voor Nederland staat windenergie bovenaan het lijstje met duurzame stroomleveranciers.
Campagnes en acties richten zich voornamelijk tegen de kolen- en olie- industrie, die Greenpeace als de belangrijkste vervuilers ziet, maar ook op grote CO2-uitstoters, zoals Schiphol en Tata Steel. Binnen het People versus Polluters-programma, organiseert Greenpeace grootschalige acties, zoals het blokkeren van privéjets op Schiphol in 2022.
Het politieke werk voor een CO2-neutraal Nederland beleefde een hoogtepunt in 2013, toen Greenpeace met andere milieuclubs, bedrijfsleven en de overheid het energieakkoord tekende. Internationaal beschouwt Greenpeace het Klimaatakkoord van Parijs als een historisch succes.

### Biodiversiteit
Greenpeace zet zich in om ‘waardevolle en essentiële ecosystemen te beschermen en te herstellen’. Campagnes richten zich voornamelijk op bossen, oceanen en ons huidige voedselsysteem. 

#### Bossen
Greenpeace streeft ernaar de ontbossing en achteruitgang van het grote noordelijke woud en de tropische regenwouden van Indonesië, de Amazone en het Kongobekken een halt toe te roepen. De biodiversiteit in deze wouden is enorm groot en datzelfde geldt ook voor de CO2 die opgeslagen ligt in de veengronden waarop deze bossen groeien. Door ontbossing komt deze CO2 vrij, wat een versnelling van de klimaatverandering tot gevolg heeft.
Om de bossen te beschermen, voert Greenpeace campagne tegen bedrijven die bijdragen aan de ontbossing. Bijvoorbeeld tegen Unilever die palmolie koopt waar regenwoud in Indonesië voor is verwoest. Of Rabobank die de sectoren financiert met groot risico op ontbossing.
Ook op politiek niveau is Greenpeace actief. Een wapenfeit van de organisatie is de Europese bossenwet. 'Het goede aan deze wet is dat bedrijven nu echt precies moeten weten waar hun sojaboon of palmolie vandaan komt. Vervolgens moeten ze aantonen dat voor die sojaboon of palmolie geen bos is gesneuveld. Als ze ontbossing niet kunnen uitsluiten, dan mag het product niet op de EU markt komen.' Het moratorium op de handel in soja waarvoor het Amazonewoud is ontbost, is opnieuw verlengd. Ook dringt ze erop aan dat overheden van bosrijke landen geen vergunningen meer afgeven voor ontginning of ontbossing. De oorspronkelijke bewoners van de bossen zijn de meest effectieve bosbeschermers, blijkt uit onderzoek.  Greenpeace steunt hen daarom bij het verkrijgen van landrechten en vergunningen. Ook monitort ze in de bossen zelf en met behulp van drones en satellietbeelden of de bescherming van natuurgebieden wordt nageleefd en spreekt overheden hier op aan wanneer dit niet gebeurt.

#### Oceanen
Omdat olieboringen, vervuiling en industriële visserij een serieuze bedreiging voor het leven in de wereldzeeën vormen, wil Greenpeace dat deze worden aangepakt. De organisatie wil dat industriële overbevissing stopt en duurzame visserij wordt gestimuleerd. Greenpeace werkt samen met lokale autoriteiten om op een effectieve manier te controleren op illegale visserij, bijvoorbeeld in West-Afrika. 
Daarnaast brengt de organisatie het groeiende plasticprobleem onder de internationale aandacht. Campagnes richten zich op het verminderen van zowel de productie als het gebruik van plasticwegwerpartikelen en het gebruik van eenmalige plasticverpakkingen. Bewezen grootvervuilers als Unilever en Nestlé worden in publieke campagnes geconfronteerd met de gevolgen van hun beleid en gevraagd hun verantwoordelijkheid te nemen.
Een grootschalige internationale campagne van Greenpeace betreft diepzeemijnbouw. Deze diepzeemijnbouw, bedoeld om metalen uit de bodem van de oceaan te halen die gebruikt kunnen worden voor elektrische producten, is volgens de organisatie een grote bedreiging van de ecosystemen in de oceaan. 'De diepzee is het minst bestudeerde ecosysteem op aarde. We kunnen onmogelijk weten wat de risico’s zijn van diepzeemijnbouw’, zegt Jeff Drazen, mariene bioloog aan de Universiteit van Hawaï.

### Ecologische landbouw en veeteelt
Om klimaatverandering en het verlies van biodiversiteit door te veel stikstof tegen te gaan is volgens Greenpeace een vermindering van de productie en consumptie van vlees en zuivel noodzakelijk. Ook moet een overstap gemaakt worden naar ecologische veehouderij en landbouw.
Greenpeace wijst in haar campagnes op de grote nadelen van de huidige veehouderij. Dit zijn voornamelijk de uitstoot van broeikasgassen, de uitstoot van stikstof en het grote beslag op land voor het houden van vee en de productie van veevoer. De ontbossing die plaatsvindt om deze landbouwgrond te creëren heeft een grote afname van de biodiversiteit tot gevolg. In Nederland staat kwetsbare natuur ernstig onder de druk door te veel stikstof, onder andere vanuit de vee-industrie.
Greenpeace Nederland is actief in de stikstofcrisis, onder andere door een rechtszaak te voeren tegen de staat om bescherming van de natuur tegen een overmatige stikstofuitstoot te eisen. De rechter heeft Greenpeace in de stikstofzaak in het gelijk gesteld.
In 2018 publiceerde Greenpeace het rapport Minder is Meer waarin staat hoe een nieuw, duurzaam vlees- en zuivelsysteem in 2050 in Nederland gerealiseerd kan zijn. Een plantaardige levensstijl is volgens Greenpeace niet nodig. Als de vleesproductie in 2050 met 50% gereduceerd is, kunnen de doelstellingen van het Parijse Klimaatakkoord uit 2015 nog steeds gehaald worden.
Met wereldwijde campagnes zet Greenpeace voedselproducenten onder druk om bijvoorbeeld geen palmolie of soja meer af te nemen waarvoor het regenwoud is verwoest. In Nederland richt ze zich ook op de Rabobank, vanwege zijn investeringen van deze bank aan de industriële veehouderij.

## De Greenpeace-werkwijze
De werkwijze van Greenpeace komt op veel punten overeen met andere milieuorganisaties. Een verschil is dat Greenpeace een stichting is en geen vereniging, en heeft daarom geen leden maar alleen donateurs. Verder onderscheidt Greenpeace zich door haar spectaculaire acties. 
Voor de inhoudelijke ondersteuning heeft Greenpeace een onafhankelijk onderzoeksinstituut binnen de Universiteit van Exeter, Groot-Brittannië, onder de naam Greenpeace Research Laboratories. Dit instituut voorziet de organisatie van wetenschappelijke analyses en advies. De laboratoria zijn gespecialiseerd in meerdere disciplines zoals toxicologie, analytische scheikunde, en land- en oceaanecologie. Hier wordt bijvoorbeeld grond en water onderzocht op zware metalen en andere giftige stoffen. Al sinds 1986 is op deze manier een omvangrijke database met wetenschappelijke literatuur opgebouwd.
De schepen van Greenpeace zijn belangrijk bij onderzoeken op locatie. Bijvoorbeeld in de plasticsoep waar onderzoekers aan boord van de Arctic Sunrise microplastics op hun herkomst onderzochten. Alle onderzoeken en rapporten worden openbaar gemaakt via de website van Greenpeace en in de (sociale) media. Naar aanleiding van de onderzoeken probeert Greenpeace het gesprek aan te gaan met alle betrokkenen, en probeert hiermee veranderingen in beleid en regelgeving voor elkaar te krijgen.
Als de analyse niet wordt gedeeld en de oplossingen verworpen, gaat Greenpeace tot actie over.
De spectaculaire vreedzame acties zijn het handelsmerk van Greenpeace. Daardoor kan ze op veel media-aandacht rekenen.
Greenpeace probeert de samenleving bij haar werk te betrekken en vraagt mensen de campagnes te ondersteunen, bijvoorbeeld door middel van een donatie, het tekenen van een petitie, vrijwilliger te worden of zelf voor een groenere levensstijl te kiezen. In 2017 steunden 13 miljoen mensen wereldwijd via petities de campagnes van Greenpeace.

### Educatie
Greenpeace Nederland heeft een educatieafdeling die lesmateriaal over duurzaamheid ontwikkelt voor docenten. Wie een gastles wil, kan een voorlichter boeken. In 2017 bezochten Greenpeace-voorlichters 304 groepen met een bereik van in totaal 7.400 kinderen, jongeren, studenten en volwassenen. 
Op de website van Greenpeace staat ook informatie voor kinderen en jongeren: spreekbeurt- en profielpakketten, algemene informatie over de doelen van Greenpeace, educatieve filmpjes en quizzen.

### Greenpeace-schepen
De vloot van Greenpeace speelt ook een belangrijke rol bij de campagnes van Greenpeace.
- Rainbow Warrior

Dit is het vlaggenschip van Greenpeace. Sinds 1978 vaart een schip onder deze naam in haar vloot. De derde en nieuwste Rainbow Warrior werd in 2011 in gebruik genomen en is het eerste speciaal voor Greenpeace gebouwde schip. Het is gebouwd van de meest milieuvriendelijke materialen en heeft wind als belangrijkste voorstuwing. Het schip komt overal ter wereld om milieumisstanden te laten zien en ondersteunt campagnes door bijvoorbeeld in havens open dagen te organiseren.
- Esperanza

Deze voormalige Russische brandblusboot is het grootste en snelste schip in de Greenpeace-vloot. Het schip doet veel onderzoek naar illegale visserij, bijvoorbeeld voor de kust van West-Afrika.
- Arctic Sunrise

Deze ijsbreker werd oorspronkelijk gebruikt voor de zeehondenjacht, maar doet sinds 1995 dienst als onderzoek- en actieschip voor Greenpeace. Het schip vaart onder de Nederlandse vlag en heeft Amsterdam als thuishaven. De Arctic Sunrise wordt veel gebruikt voor wetenschappelijke expedities naar het Noord- en Zuidpoolgebied om onderzoek te doen naar de biodiversiteit in die gebieden en olievervuilingen rondom boorplatforms.
- Argus

De Argus is een Nederlands schip en sinds mei 2000 onderdeel van de vloot. Het is de kleinste onderzoeksboot van Greenpeace en geschikt voor acties in de havens van Rotterdam en langs de Noodzeekust.
Naast deze schepen heeft Greenpeace een aantal rubberboten en een luchtballon in gebruik.

## Kritiek op Greenpeace
Greenpeace verloor aanzien en donateurs door de Brent Spar-affaire. Greenpeace protesteerde tegen het afzinken van het olieplatform door Shell. Ze riep op tot een boycot van Shell omdat het platform meer aardolie zou bevatten dan Shell stelde. Later bleken de schattingen van Greenpeace veel te hoog: er bleek duizend maal minder olie in te zitten dan Greenpeace beweerde op grond van ondeugdelijk onderzoek en op basis van een valse verklaring van een voormalige medewerker van Shell, die beweerde 3 vaten gif persoonlijk naar de Brent Spar te hebben gebracht.
In augustus 2008 kreeg Greenpeace forse mondiale kritiek, omdat de organisatie rotsblokken had gestort in het Sylter Buitenrif bij de zeegrens tussen Duitsland en Denemarken, hetgeen tot volgens vissers tot een gevaarlijke situatie leidde. Het Sylter Buitenrif is een gebied dat aangewezen is als zeereservaat, maar geen beschermde status heeft. Greenpeace deed dit naar eigen zeggen omdat er volgens de organisatie onvoldoende natuurgebieden in de Noordzee aangewezen en effectief beschermd werden en probeerde het gebied daarmee ontoegankelijk te maken voor vissers. 
Voor de vissers die in het gebied vissen ontstond nu het risico dat hun sleepnetten aan de rotsblokken blijven haken waardoor hun schepen kunnen omslaan. Wel heeft Greenpeace direct de locaties van de rotsblokken vrijgegeven.
In 2014 bood directeur Pascal Husting van Greenpeace zijn excuses aan nadat uitkwam dat hij, als milieuvoorvechter, zelf jarenlang wekelijks met het vliegtuig van Luxemburg naar Amsterdam en vice versa vloog omdat hij de reistijd per auto of trein te lang vond.
Na alle kritiek op zijn reisgedrag besloot hij uiteindelijk toch per trein te gaan reizen.